# Норито
Норито (яп. 祝詞, норито, «поздравительные слова») — молитва или её текст в японской традиционной религии синто. Читается, как правило, только священнослужителями во время больших праздников-мацури и синтоистских церемоний. Прихожанам не обязательно знать текст молитв. Считается, что сам текст имеет магическую силу и служит оберегом для верующих.

## Происхождение
Нет единой теории о происхождении термина. Одно из предположений происхождения слова норито — является родство с глаголом нору (宣る, говорить, заявлять; ср. глаголы инору — молиться, нороу проклинать). Вариант слова нотто основан на комбинации норито и кото («слово»).
Существуют различные варианты написания кандзи этого слова: помимо 祝詞 (стандартное написание), 詔戸言, 詔刀言, и 諄辞 также используются.
Норито задействовались почти во всех случаях жизни: просьба хорошего урожая и благоприятной погоды; прекращение природных катаклизмов, пожаров, эпидемий, голода и т. д.; празднование наступления различных времён года, семейных обрядов, а также на подход к начальству или как благодарность за назначение на ту или иную должность.

## Описание
Ритуальные молитвы в синтоизме называются норито (яп. 祝詞). Впервые норито упоминаются в «Кодзики», а наиболее полные образцы ранних молитв сохранились в 8-м свитке «Энгисики» (927). Содержащиеся в нём 27 норито высоко ценятся и использовались при императорском дворе; они до сих пор читаются во многих храмах. В этих молитвах говорится о том, что счастье и удача, так же как и проклятие, могут быть достигнуты при помощи слов. Норито могут быть молитвами, собранными в древности, так и написанными в новое время для определённых целей. Молитва произносится священнослужителем в ходе ритуала и обращена к ками. Через неё выражается уважение к божеству и просится помощь в создании благополучия прихожан. Л. М. Ермакова утверждает, что корни норито восходят к китайским ритуальным книгам «Чжоу ли» и «Ли цзи».
Некоторые норито непонятны участникам богослужения, поскольку они читаются на японском языке X века. Предпочтение отдаётся скорее звучности, чем семантике. Читающие норито имеют большее представление о смысле текста, поскольку могут видеть узнаваемые кандзи. Слушающие же могут извлекать смысл молитвы при помощи знакомых слов, однако полный смысл текста остаётся непонятным. С древних времён священники сочиняли собственные норито, обращённые к определённому событию. Их авторы ориентировались на старые древние образцы молитв. Современные сборники норито обычно издаются для кругов каннуси, но иногда выставляются на продажу в книжных магазинах. Издаются также и руководства по написанию норито, одним из таких является книга Канэко Ёсимицу «Правила составления норито».
По стилистическим особенностям норито занимает промежуточное место между поэзией и прозой, однако большинство специалистов относят норито к поэзии, поскольку этому жанру присущи такие поэтические средства, как риторические украшения, метафоры, параллелизмы, повторы и тому подобное. По мнению российского япониста Н. А. Невского, все эти поэтические средства рассчитаны на то, «чтобы усилить впечатление и добавить молениям возвышенности. Отдельные части норито звучат очень празднично и даже ритмично».
Норито обычно произносились особым празднично-церемониальным речитативом и сопровождались соответствующими магическими действиями: жестами, движениями, танцами.

## История
Первое упоминание норито датируется 712 н. э. в Кодзики и 720 н. э. в Нихонги.
Энгисики, сборник законов и обрядов периода Хэйан, составленный в 927 н. э., содержит двадцать семь традиционных форм норито.